# Rancho Grande, Guanajuato
Rancho Grande är en ort i Mexiko.   Den ligger i kommunen San Francisco del Rincón och delstaten Guanajuato, i den centrala delen av landet, 300 km nordväst om huvudstaden Mexico City. Rancho Grande ligger 1 805 meter över havet och antalet invånare är 186.
Terrängen runt Rancho Grande är platt åt nordost, men åt sydväst är den kuperad. Runt Rancho Grande är det ganska tätbefolkat, med 124 invånare per kvadratkilometer. Närmaste större samhälle är Romita, 19,9 km öster om Rancho Grande. I omgivningarna runt Rancho Grande växer huvudsakligen savannskog.